# Oeneis sachalinensis
Oeneis sachalinensis är en fjärilsart som beskrevs av Matsumura 1927. Oeneis sachalinensis ingår i släktet Oeneis och familjen praktfjärilar. Inga underarter finns listade i Catalogue of Life.